# Cheyenne Wells
Cheyenne Wells is een plaats (town) in de Amerikaanse staat Colorado, en valt bestuurlijk gezien onder Cheyenne County.

## Demografie
Bij de volkstelling in 2000 werd het aantal inwoners vastgesteld op 1010.
In 2006 is het aantal inwoners door het United States Census Bureau geschat op 856, een daling van 154 (-15,2%).

## Geografie
Volgens het United States Census Bureau beslaat de plaats een oppervlakte van
2,7 km², geheel bestaande uit land. Cheyenne Wells ligt op ongeveer 1308 m boven zeeniveau.

## Plaatsen in de nabije omgeving
De onderstaande figuur toont nabijgelegen plaatsen in een straal van 56 km rond Cheyenne Wells.